# Giuseppe Giannini
Giuseppe Giannini (Roma, 20 de agosto de 1964), é um treinador e ex-futebolista italiano que atuava como meio-campista.
Nos quase vinte anos de carreira, vestiu por quinze a camisa da Roma, onde foi capitão e camisa dez. Jogou ainda no Sturm Graz, Napoli e Lecce. Também pela seleção italiana Desde 2004 é treinador.

## Carreira

### Jogador

#### Clube
Em 1983, a Roma de Falcão, Pruzzo, Conti e Ancelotti era campeã nacional pela segunda vez em sua história. Giuseppe Giannini, aos 20 anos, acompanhou de perto. O garoto, prata-da-casa  romanista, já fazia parte do elenco. Ele, porém, não entrou em campo na temporada do scudetto, e veio a se consagrar anos depois, tornando-se um dos maiores ídolos da história do clube. Chamado de príncipe por conta de sua elegância, Giannini foi um tremendo azarado, fazendo parte de uma monarquia giallorossa completamente inglória.
Nascido na capital, começou nas categorias de base do pequeno ALMAS, de onde foi tirado aos 16 anos, para fazer parte dos juvenis da Roma. Muito jovem e no meio de uma equipe demasiado forte, demorou para receber grandes oportunidades. Curiosamente, em sua primeira chance, numa partida contra o Cesena, no Estádio Olimpico, durante a temporada 1981-82, perdeu uma bola que originaria um gol de Genzano. Os visitantes venceram por 1 a 0 e Giannini levaria duas temporadas e meia para ser considerado novamente.
Foi em 1984-85 que o meia começou a se firmar, sob os cuidados do recém-chegado Sven-Göran Eriksson. No centro do campo, revezou com nada menos que Falcão, em sua última temporada na Itália. Algum tempo depois, já era titular, camisa dez e bandeira da torcida. Em 87, com o retorno de Nils Liedholm, veio sua consagração individual: Pruzzo se encontrava em fim de carreira e Voeller enfrentava seguidas lesões. Giannini, então, atuou mais à frente, liderou a equipe e marcou seu recorde pessoal de 11 gols na divisão máxima. Tornou-se presença certa na seleção de Azeglio Vicini, com a qual disputou sua única Copa do Mundo, em 1990.
Capitão e queridinho dos torcedores, foi um dos responsáveis pelo ambiente deturpado do clube no ano seguinte, devido às fortes desavenças com Renato Gaúcho - que até hoje culpa Giannini por sua passagem frustrada pela Itália. Portaluppi logo voltou ao Brasil, mas Il Principe ficou. Ele ainda teria uma proposta da Juventus recusada pelo presidente Dino Viola. A década de 90 chegou e Viola faleceu. Os tempos mudavam e a Roma caía pouco a pouco para um segundo plano nacional. Se em 84 foi vice-campeã da Liga dos Campeões, em 91 chegou à final da UEFA Cup, quando perdeu para a Internazionale. Outra Coppa Italia veio como consolo.
Os anos seguintes foram medíocres para a Roma, que já não tinha estrelas e nem dinheiro. Giuseppe Giannini seguia como o principal nome de um time muito aquém de seus rivais. Em toda a sua carreira como giallorosso, o meia se viu em elencos incapazes de brigar com os de Platini, Maradona, Vialli, Van Basten, Matthäus, Baggio e afins. Suas últimas temporadas na capital coincidiram com o surgimento de uma nova bandeira, o atual não menos capitão e camisa dez Francesco Totti.
Il Principe deixou a Roma aos 32 anos, desmotivado pela saída de Carlo Mazzone e por ser sempre o ator principal de um grupo de coadjuvantes. Fechou com o Sturm Graz, da Áustria, onde ficou por uma temporada. Voltou para defender o Napoli de Mazzone por seis meses. Jogou sua última temporada no Lecce, contribuindo para a equipe - que também é giallorossa - subir à divisão de elite.

#### Seleção
Gianinni jogou primeiramente pela seleção italiana sub-21, com quem perdeu o Campeonato Europeu da categoria em 1986 para a Espanha. Na partida de ida, marcou um dos gols do triunfo por 2 a 1 dos azzurrini. Na volta, todavia, os espanhóis se impuseram e levaram a partida aos pênaltis, e Giuseppe, junto aos companheiros de Roma Stefano Desideri e Marco Baroni perderam suas cobranças que ajudaram a dar o título à fúria.
Estreou na seleção principal em 6 de dezembro de 1986, aos 22 anos, no duelo Malta e Itália, válido pelas eliminatórias da Euro 1988. Participou do torneio, onde chegou à semifinal, mesmo feito da Copa do Mundo de 1990, jogada em casa. Il Principe marcou o gol da vitória por placar mínimo contra os Estados Unidos na fase de grupos.
Totalizou 47 partidas e 6 gols vestindo a camisa da nazionale.

## Treinador
Treinador desde 2004, comandou o Grosseto na Serie B, e a Seleção Libanesa de Futebol.

## Títulos

### Jogador
Roma
- Serie A:  1982–83
- Coppa Italia: 1983–84, 1985–86, 1990–91

Sturm Graz
- Austrian Supercup: 1996
- Austrian Cup: 1997

### Treinador
Gallipoli
- Lega Pro Prima Divisione: 2008–09
- Supercoppa di Lega di Prima Divisione: 2009

### Individual
- UEFA European Championship Team of the Tournament: 1988[3]
- A.S. Roma Hall of Fame: 2013[4]

### Orders
-  5th Class / Knight: Cavaliere Ordine al Merito della Repubblica Italiana: 1991